# Range Island
Range Island – mała niezamieszkana wyspa w archipelagu Wysp Belchera, w regionie Qikiqtaaluk, na terytorium Nunavut, w Kanadzie. Sąsiaduje m.in. z wyspami: Flaherty Island, Bradbury Island, Tukarak Island, Ney Island, Twin Cairns Island i Cake Island.